# Mattias Soop
Mattias Soop af Limingo, född 7 september 1585, död 1 juni 1653, var en svensk lagman och riksråd.

## Biografi
Mattias Soop af Limingo föddes 1585. Han var son till riksrådet Hans Åkesson (Soop) och Elin Kagg. Soop blev 1615 hovmarskalk hos drottning Christina den äldre och 1616 hovmarskalk hos hertig Carl Filip. Han blev 1616 lagman i Värmlands lagsaga och blev 25 mars 1623 drottning Christina den äldres råd. Soop blev 24 december 1627 riksråd och assessor i Svea hovrätt. Utsågs till ståthållare på Kalmar slott och Kalmar slottslän 1630 och blev 25 februari 1634 lagman i Ingermanlands lagsaga. Var från 17 september 1634 även häradshövding i Kexholms län. Ingick som kommissarie till de underhandlingar som föregick freden i Brömsebro 1645. Soop upphöjdes till friherre Soop af Limingo 8 april 1651 med 129 3⁄8 mantal i Limingo socken till friherreskap och introducerades i Sveriges Riddarhus 1652 som nummer 19. Han avled 1653 och begravdes tillsammans med sin första fru på Ytterselö kyrkogård.
Han hade före sin tid som hovmarskalk varit på en längre utrikes resa och senare arbetat som  militär.

### Egendom
Soop ägde gården Limingo i Limingo socken i Österbotten, Oustapel i Opolie socken, Stora Bjurum i Mårby och Hångers socknar, Mälsåker i Ytterselö socken, Nygård i Lofta socken och Åby i Gamleby socken.

### Familj
Soop gifte sig 18 februari 1621 på Mälsåker med friherrinnan Anna Gyllenstierna (1588–1625), dotter till riksdrotset Nils Gyllenstierna och Ebba Axelsdotter (Bielke). De fick tillsammans barnen riksrådet Carl Soop (1621–1655) och generalguvernören Gustaf Soop (1624–1679).
Soop gifte sig andra gången med friherrinnan Elisabet Oxenstierna (död 1648), dotter till riksrådet Krister Gabrielsson Oxenstierna och friherrinnan Beata Gera. Elisabet Oxenstierna var änka efter ryttmästaren Conrad Reinholdsson von Yxkull.